# Junge Weltlesebühne

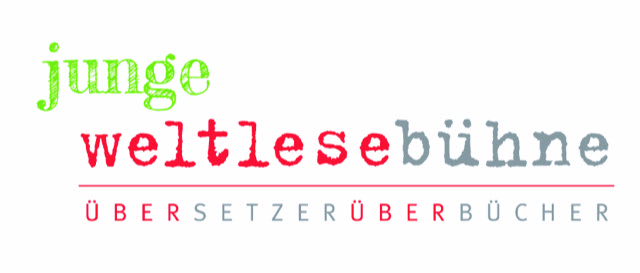

Die Junge Weltlesebühne (JWLB) ist Teil des Vereins Weltlesebühne, der Literaturübersetzer aus verschiedenen Städten in Deutschland und der Schweiz vereint. Gegründet wurde sie 2011 von Berliner Übersetzern von Kinder- und Jugendliteratur, die Lesungen für Kinder und Jugendliche, vorwiegend in Schulen, Bibliotheken, Horten und Buchhandlungen anbieten.

## Geschichte
Im März 2009 gründete sich der Verein Weltlesebühne als Zusammenschluss von Literaturübersetzern aus verschiedenen Städten in Deutschland und der Schweiz. Ziel der Weltlesebühne ist es, mit öffentlichen Veranstaltungen in Form von Lesungen und Workshops, dem „Gläsernen Übersetzer“ und anderen Formaten zum Internationalen Übersetzertag und darüber hinaus diesem oftmals unsichtbaren Beruf buchstäblich eine Bühne zu geben.
Aus ersten Kinderveranstaltungen der Weltlesebühne-Mitglieder Dorota Stroińska und Leila Chammaa in Berlin entstand die Idee, die Lesungen speziell für Kinder und Jugendliche zu verstetigen. Gemeinsam mit Heike Brandt, Marianne Gareis, Martina Kempter, Gabriele Leupold und Elina Kritzokat bildeten sie die „Junge Weltlesebühne“, die seither zahlreiche Lesungen abgehalten hat und sich aktuell auch in anderen Städten, etwa in Frankfurt, etabliert.

## Ziele und Aktivitäten
Fast die Hälfte der in Deutschland veröffentlichten Kinder- und Jugendliteratur ist übersetzt. Ohne Übersetzer könnte man Asterix, Harry Potter oder das Tagebuch der Anne Frank nicht auf Deutsch lesen. In Berlin und anderen Ballungsräumen wachsen heute viele Kinder und Jugendliche mehrsprachig auf. Dolmetschen und Kulturtransfer sind für sie eine Selbstverständlichkeit, der Wechsel zwischen Sprachen und Kulturen Alltag. Oft sind sie besonders erfinderisch und kreativ im Umgang mit der gesprochenen Sprache, wie etwa das Kiezdeutsch zeigt. Für die Schwierigkeiten beim Übertragen von einer Sprache und Kultur in die andere, mit denen sich Literaturübersetzer beruflich beschäftigen, besitzen sie daher ein besonderes Gespür.
Kinder, die gerade unter dem Vorzeichen der Integration dazu angehalten werden, Deutsch zu lernen, sollen zudem erfahren, dass ihr Aufwachsen zwischen mehreren Sprachen und Kulturen keinen Nachteil bedeutet, sondern im Gegenteil eine Bereicherung ist. Mit den Lesungen wird jedoch allen Kindern und Jugendlichen ein Zugang zu Literatur aus anderen Ländern und ein neuer Horizont eröffnet.
Die Junge Weltlesebühne bietet seit 2011 mit wechselnder finanzieller Unterstützung durch die Allianz Kulturstiftung, den Berliner Senat und den Deutschen Übersetzerfonds kostenlose Veranstaltungen in Schulen, Horten, Bibliotheken und Buchhandlungen an. Je nach Altersstufe gibt es entweder reine Lesungen oder zusätzlich eine Art „Schnupperkurs“ im Literaturübersetzen mit praktischen Übungen.
Auf dem YouTube-Kanal von Weltlesebühne e.V. gewährt auch die Junge Weltlesebühne einen Einblick in ihre Lesungen.

## Aufbau
Die Junge Weltlesebühne ist ein Teil der Weltlesebühne. Aktiv ist die Junge Weltlesebühne vor allem in Berlin, vereinzelt aber auch in Frankfurt, Leipzig, Marburg und  anderen Orten.
Zu den bisher vorgestellten Sprachen und Vorlesern der JWLB zählen:
Katrin Behringer (Englisch/Spanisch), Nora Bierich (Japanisch), Heike Brandt (Englisch), Leila Chammaa (Arabisch), Katrin Frey (Schwedisch/Norwegisch), Roberta Gado (Italienisch und Deutsch), Marianne Gareis (Spanisch/Portugiesisch), Kathrin Janka (Tschechisch), Mirko Kraetsch (Tschechisch), Elina Kritzokat (Finnisch), Gabriele Leupold (Russisch), Barbara Neeb und Katharina Schmidt (Italienisch), Birgit Salzmann (Englisch), Dorota Stroińska (Polnisch), Anne Thomas (Französisch), Selma Wels (Türkisch).